# Artignosc-sur-Verdon
Artignosc-sur-Verdon est une commune française du département du Var, en région Provence-Alpes-Côte d'Azur.

## Géographie

### Localisation
Commune située à 7 km de Baudinard-sur-Verdon et 9 km de Régusse.
La commune est bâtie à 515 mètres d’altitude, avec des maisons groupées au pied du château, dans d'étroites ruelles.

### Relief et géologie
Étagée sur une éminence, elle s'inscrit dans un paysage vallonné, à proximité des gorges du Verdon et du lac de Sainte-Croix. La superficie de la commune est de 1 853 hectares.
Artignosc se trouve sur un plateau jurassique calcaire entaillé par de petits vallons qui descendent vers le Verdon au nord. Dans le quartier de Fontayne, un calcaire gris foncé, dur et caverneux renferme de nombreux mollusques fossiles,.

### Hydrographie et eaux souterraines
Les cours d'eau sur la commune ou à son aval :
- le Verdon (rivière),
- les vallons des grignolets, de sous ville, de long camp.

Le projet de Schéma d'aménagement et de gestion des eaux (S.A.E.G.E.) du bassin versant du Verdon a été validé par la Commission Locale de l'Eau, le 13 septembre 2012.
L'hydrographie de la commune s'inscrit dans l'hydrographie d'ensemble du vaste bassin supérieur du Verdon, ce qui explique les mesures prises globalement pour la préservation des ressources en eau et du milieu naturel aquatique.
Un chemin de l'eau à vocation touristique a été créé sur la commune.

### Protection de l'environnement
La commune dispose d'une station d'épuration de 1 000 Équivalent Habitants.

### Climat
Pour des articles plus généraux, voir Climat de Provence-Alpes-Côte d'Azur et Climat du Var.
En 2010, le climat de la commune est de type climat méditerranéen altéré, selon une étude du Centre national de la recherche scientifique s'appuyant sur une série de données couvrant la période 1971-2000. En 2020, Météo-France publie une typologie des climats de la France métropolitaine dans laquelle la commune est exposée à un climat méditerranéen et est dans la région climatique Provence, Languedoc-Roussillon, caractérisée par une pluviométrie faible en été, un très bon ensoleillement (2 600 h/an), un été chaud (21,5 °C), un air très sec en été, sec en toutes saisons, des vents forts (fréquence de 40 à 50 % de vents > 5 m/s) et peu de brouillards.
Pour la période 1971-2000, la température annuelle moyenne est de 12,2 °C, avec une amplitude thermique annuelle de 17,2 °C. Le cumul annuel moyen de précipitations est de 775 mm, avec 6,2 jours de précipitations en janvier et 3 jours en juillet. Pour la période 1991-2020, la température moyenne annuelle observée sur la station météorologique de Météo-France la plus proche, « Regusse », sur la commune de Régusse à 6 km à vol d'oiseau, est de 13,5 °C et le cumul annuel moyen de précipitations est de 717,9 mm. 
La température maximale relevée sur cette station est de 40,9 °C, atteinte le 28 juin 2019 ; la température minimale est de −10,3 °C, atteinte le 13 février 2012,,.
Les paramètres climatiques de la commune ont été estimés pour le milieu du siècle (2041-2070) selon différents scénarios d'émission de gaz à effet de serre à partir des nouvelles projections climatiques de référence DRIAS-2020. Ils sont consultables sur un site dédié publié par Météo-France en novembre 2022.

### Voies de communications et transports

#### Voies routières
Commune desservie par les routes départementales D 71 et D 471.

#### Transports en commun
- Transport en Provence-Alpes-Côte d'Azur

Outre les transports scolaires les communes sont desservies par plusieurs lignes de transport en commun.
En effet les collectivités territoriales ont mis en œuvre un « service de transports à la demande » (TAD), réseau régional Zou !.
Les lignes interurbaines :
- Lignes de transports Zou ! La Région Sud est la collectivité compétente en matière de transports non urbains, en application de la loi NOTRe (Nouvelle Organisation Territoriale de la République).

## Toponymie
Le nom d'Artignosc est composé du gentilice d'origine gauloise Artinius et du suffixe de tradition ligure -oscu. Selon d'autres sources, Artinius est le nom d'un ancien soldat romain qui a établi une ferme sur ces terres.
L'appellation castrum de Artignosco apparaît en 1232 dans la liste des localités du diocèse de Riez, puis on retrouve le castrum de Artijosco rattaché à l'évêché de Fréjus en 1246.
Le nom de la commune devient Artignosc-sur-Verdon en 1937. Ses habitants sont appelés les Artignoscais.
Artignosc-sur-Verdon s'écrit Artignosc-sus-Verdoun en provençal de norme mistralienne et Artinhòsc de Verdon en provençal classique[réf. nécessaire].

## Histoire
Les vestiges d'un oppidum protohistorique ont été retrouvés à proximité du premier bourg castral d'Artignosc. Ce bourg castral a laissé des traces visibles sur le site de Saint-Estève.
Le village d'Artignosc-sur-Verdon résulterait de l'implantation au XIIIe siècle d'un établissement des templiers qui dépendait de la commanderie du Temple de Saint-Maurice à Régusse.
En 1036, la famille de Pontevès fait don du prieuré de Sainte-Marie-Madeleine à l'abbaye de Saint-Victor de Marseille. En 1113, l'abbaye marseillaise cède ce prieuré au monastère de Lérins. En 1304, l'évêque de Riez revendique et obtient la possession de l'église Sainte-Marie-Madeleine,.
En 1385, la reine Jeanne, comtesse de Provence, confie la juridiction de ce fief à Foulques de Pontevès. La peste et les guerres de succession qu'ont entraînées la mort de cette dernière dévastent entièrement le premier bourg castral. Abandonné au début du XIVe siècle, un nouveau village est construit à l'emplacement actuel à la fin du XVe siècle ; il est repeuplé par des familles génoises et espagnoles. En 1632, Jean Antoine de Thoron, conseiller au parlement de Provence, issu d'une famille originaire de Digne, achète les terres et devient le premier seigneur du nom. À sa mort, il se fait inhumer dans l'église paroissiale, sous l'autel Saint-Clair.
À la suite du coup d’État du 2 décembre 1851, Artignosc fait partie des communes insurgées,, et une cinquantaine d’hommes arrivent à Aups le 8 décembre 1851. Vingt-et-un républicains artignoscais sont poursuivis. Ils sont indemnisés par la République en 1882,.
Durant la Seconde Guerre mondiale, neuf Artignoscais composent le Comité local de libération qui s’occupe des tâches de résistance et prépare la libération. Le pont Saint-Laurent sur le Verdon est saboté par les FTP le 20 juillet 1944, avant d'être bombardé par l'aviation alliée en août 1944.

### Les Templiers et les Hospitaliers
La ferme fortifiée du domaine de Fontayne avec ses deux pigeonniers-tours, a jadis appartenu aux Templiers. Lors de la dévolution des biens de l'ordre du Temple elle passe aux Hospitaliers de l'ordre de Saint-Jean de Jérusalem

## Politique et administration

### Administration municipale
Le nombre d'habitants au dernier recensement étant compris entre 100 et 499, le nombre de membres du conseil municipal est de 11.

### Liste des maires
| Période                                  | Période  | Identité          | Étiquette      | Qualité           |
| ---------------------------------------- | -------- | ----------------- | -------------- | ----------------- |
| Les données manquantes sont à compléter. |          |                   |                |                   |
| 2001                                     | 2020     | Jean-Marie Garron | DVG            | Retraité agricole |
| 2020                                     | En cours | Serge Constans    | sans étiquette |                   |

### Budget et fiscalité

#### Comptes de la commune
| Postes                                            | 2009  | 2010  | 2011  | 2012  | 2013  | 2014    | 2015  | 2016  | 2017  | 2018  | 2019  |
| ------------------------------------------------- | ----- | ----- | ----- | ----- | ----- | ------- | ----- | ----- | ----- | ----- | ----- |
| Produits de fonctionnement                        | 600 € | 575 € | 636 € | 607 € | 651 € | 565 €   | 611 € | 569 € | 627 € | 548 € | 564 € |
| Charges de fonctionnement                         | 425 € | 370 € | 437 € | 420 € | 566 € | 396 €   | 490 € | 520 € | 515 € | 540 € | 568 € |
| Ressources d’investissement                       | 853 € | 665 € | 273 € | 205 € | 591 € | 274 €   | 112 € | 192 € | 247 € | 359 € | 19 €  |
| Emplois d’investissement                          | 554 € | 408 € | 465 € | 481 € | 501 € | 1 167 € | 446 € | 112 € | 246 € | 235 € | 186 € |
| Dette                                             | 7 €   | 5 €   | 11 €  | 14 €  | 15 €  | 14 €    | 14 €  | 14 €  | 16 €  | 213 € | 194 € |
| Source : Ministère de l’Économie et des Finances. |       |       |       |       |       |         |       |       |       |       |       |

#### Budget et fiscalité 2019
En 2019, le budget de la commune était constitué ainsi :
- total des produits de fonctionnement : 564 000 €, soit 1 684 € par habitant ;
- total des charges de fonctionnement : 568 000 €, soit 1 697 € par habitant ;
- total des ressources d'investissement : 19 000 €, soit 57 € par habitant ;
- total des emplois d'investissement : 186 000 €, soit 556 € par habitant ;
- endettement : 194 000 €, soit 579 € par habitant.

Avec les taux de fiscalité suivants :
- Taux d’imposition Taxe d’habitation : 15,13 %
- Taxe foncière sur propriétés bâties : 5,10 %
- Taxe foncière sur les propriétés non bâties : 88,87 %
- Taxe additionnelle à la taxe foncière sur les propriétés non bâties : 0,00 %
- Cotisation foncière des entreprises : 0,00 %
- Montant total des dettes dues par la commune : 194 000 € pour 335 habitants, soit 579,00 € par habitant.

Chiffres clés Revenus et pauvreté des ménages en 2018 : Médiane en 2018 du revenu disponible, par unité de consommation : 20 520 €.

## Population et société

### Démographie

#### Évolution démographique
L'évolution du nombre d'habitants est connue à travers les recensements de la population effectués dans la commune depuis 1793. Pour les communes de moins de 10 000 habitants, une enquête de recensement portant sur toute la population est réalisée tous les cinq ans, les populations de référence des années intermédiaires étant quant à elles estimées par interpolation ou extrapolation. Pour la commune, le premier recensement exhaustif entrant dans le cadre du nouveau dispositif a été réalisé en 2004.

En 2022, la commune comptait 278 habitants, en évolution de −15,24 % par rapport à 2016 (Var : +4,98 %, France hors Mayotte : +2,11 %).
| 1793 | 1800 | 1806 | 1821 | 1831 | 1836 | 1841 | 1846 | 1851 |
| ---- | ---- | ---- | ---- | ---- | ---- | ---- | ---- | ---- |
| 453  | 400  | 443  | 453  | 457  | 453  | 423  | 445  | 429  |

| 1856 | 1861 | 1866 | 1872 | 1876 | 1881 | 1886 | 1891 | 1896 |
| ---- | ---- | ---- | ---- | ---- | ---- | ---- | ---- | ---- |
| 415  | 390  | 372  | 388  | 370  | 333  | 338  | 314  | 291  |

| 1901 | 1906 | 1911 | 1921 | 1926 | 1931 | 1936 | 1946 | 1954 |
| ---- | ---- | ---- | ---- | ---- | ---- | ---- | ---- | ---- |
| 270  | 240  | 208  | 202  | 207  | 205  | 190  | 182  | 161  |

| 1962 | 1968 | 1975 | 1982 | 1990 | 1999 | 2004 | 2006 | 2009 |
| ---- | ---- | ---- | ---- | ---- | ---- | ---- | ---- | ---- |
| 160  | 173  | 181  | 187  | 201  | 221  | 237  | 238  | 293  |

| 2014 | 2019 | 2022 | - | - | - | - | - | - |
| ---- | ---- | ---- | - | - | - | - | - | - |
| 328  | 288  | 278  | - | - | - | - | - | - |

### Enseignement
Établissements d'enseignements :
- Écoles maternelle et primaire[52],
- Collège de secteur : Henry-Nans à Aups
- Lycées de Lorgues et Draguignan.

### Santé
- Personnels de santé scolaire[53],
- Professionnels et établissements de santé[54] :
  - Médecins à Régusse, Riez, Aups[55],
  - Pharmacies à Aups, Régusse, Riez,
  - Infirmiers à Saint-Laurent-du-Verdon, Monmayan, Riez.
- La communauté de communes dispose désormais, à Aups, d'une Maison de santé pluriprofessionnelle (Médecine générale, Médecine spécialisée, Paramédical, Soins infirmiers), et intégrant également un lieu ressource « Social et solidaire »[56].
- L'hôpital le plus proche est le Centre hospitalier de la Dracénie et se trouve à Draguignan, à 47 km[57],[58]. Il dispose d'équipes médicales dans la plupart des disciplines[59] : pôles médico-technique ; santé mentale ; cancérologie ; gériatrie ; femme-mère-enfant ; médecine-urgences ; interventionnel.

### Cultes
- Culte catholique, paroisse Saint-Pierre d'Artignosc-sur-Verdon, diocèse de Fréjus-Toulon[60].

## Économie

### Entreprises et commerces

#### Agriculture
- Artignosc-sur-Verdon, qui tire ses ressources de l’agriculture, de l’élevage et du tourisme, fait partie du territoire Haut-Var Verdon.
- La coopérative vinicole Le Verdon[61].

#### Tourisme
- Plusieurs structures d’hébergement existent sur la commune : 
  - un hôtel ;
  - l’auberge ;
  - deux campings situés aux portes du village[62] et le restaurant au Camping municipal de l’Eouvière Verte au-dessus du lac ;
  - des gîtes ruraux et des chambres d’hôtes.
- Le sentier de grande randonnée 99 (GR 99), allant de Quinson à Baudinard-sur-Verdon, passe par le village d'Artignosc.
- La base nautique du plan d'eau d'Artignosc[63] sert de point d’embarquement pour explorer les basses gorges du Verdon entre les barrages de Sainte-Croix et de Quinson-Montmeyan : la location de kayaks, canoës ou bateaux à moteur électrique y est devenue une activité importante.
- Un centre équestre est installé sur la commune.

#### Commerces
- Épicerie le Relais du Lac[64].
- Une petite maison d'édition est installée à Artignosc : les éditions Parole[65].

### Intercommunalité
La communauté de communes Lacs et Gorges du haut-Verdon (CCLGV) constituée initialement de onze communes (Aiguines ; Artignosc-sur-Verdon ; Aups ; Baudinard-sur-Verdon ; Bauduen ; Moissac-Bellevue ; Les Salles-sur-Verdon ; Régusse ; Tourtour ; Vérignon ; Villecroze) comprend désormais seize communes après intégration de cinq communes supplémentaires au 1er janvier 2017 : Trigance, Le Bourguet, Brenon, Châteauvieux et La Martre,.
La communauté de communes « Lacs et Gorges du haut-Verdon (LGV) » constituée initialement de 11 communes (Aiguines ; Artignosc-sur-Verdon ; Aups ; Baudinard-sur-Verdon ; Bauduen ; Moissac-Bellevue ; Les Salles-sur-Verdon ; Régusse ; Tourtour ; Vérignon ; Villecroze) comprend désormais 16 communes après intégration de 5 communes supplémentaires au 1er janvier 2017 : Trigance, Le Bourguet, Brenon, Châteauvieux et La Martre,.
Son président en exercice est Rolland Balbis (maire de Villecroze). Ont été élus vice-présidents : 
- Mme Raymonde Carletti (maire de La Martre) 1er vice président : Administration Générale et Finances ;
- M. Antoine Faure (maire d'Aups) 2e vice président : Aménagement du Territoire (SCOT) et transition ;
- M. Charles-Antoine Mordelet 3e vice président (maire d'Aiguines) : Tourisme et Itinérance ;
- M. Fabien Brieugne 4e vice président (maire de Tourtour) : Agriculture, Fibre et numérique, Développement éco ;
- M. Pierre Constant 5e vice président (commune de Villecroze)[73] ;
- M. Serge Constans 6e vice président (commune d'Artignosc-sur-Verdon)[74].

La Communauté de communes Lacs et Gorges du Verdon compte désormais 34 représentants + 12 suppléants pour 16 communes membres.

## Urbanisme

### Typologie
Au 1er janvier 2024, Artignosc-sur-Verdon est catégorisée commune rurale à habitat dispersé, selon la nouvelle grille communale de densité à sept niveaux définie par l'Insee en 2022.
Elle est située hors unité urbaine et hors attraction des villes,.

### Occupation des sols
L'occupation des sols de la commune, telle qu'elle ressort de la base de données européenne d’occupation biophysique des sols Corine Land Cover (CLC), est marquée par l'importance des forêts et milieux semi-naturels (74,1 % en 2018), une proportion identique à celle de 1990 (74,1 %). La répartition détaillée en 2018 est la suivante : 
forêts (70,7 %), zones agricoles hétérogènes (18,3 %), terres arables (6,1 %), milieux à végétation arbustive et/ou herbacée (3,4 %), cultures permanentes (1,1 %), eaux continentales (0,4 %). L'évolution de l’occupation des sols de la commune et de ses infrastructures peut être observée sur les différentes représentations cartographiques du territoire : la carte de Cassini (XVIIIe siècle), la carte d'état-major (1820-1866) et les cartes ou photos aériennes de l'IGN pour la période actuelle (1950 à aujourd'hui).

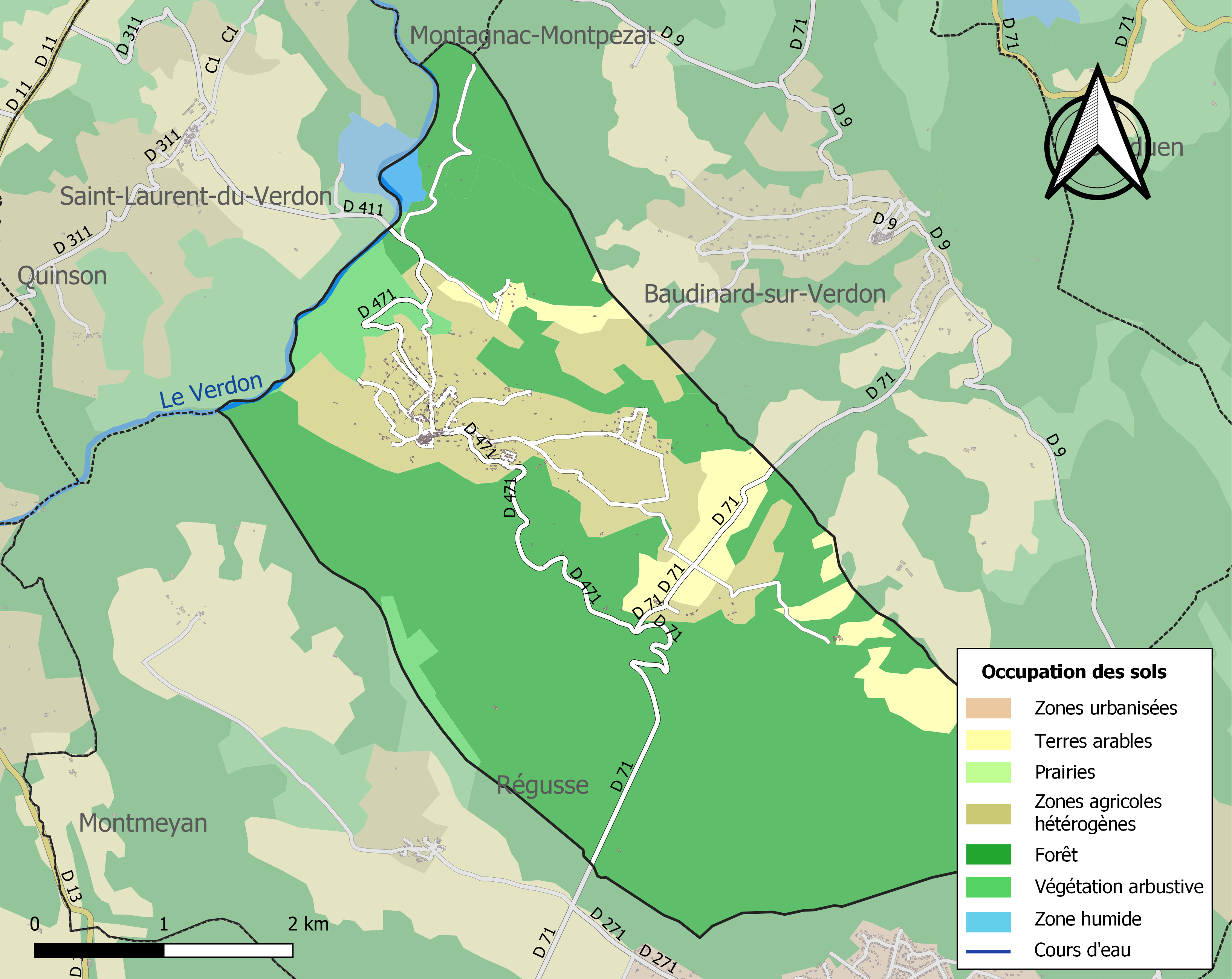
Carte des infrastructures et de l'occupation des sols de la commune en 2018 (CLC).

## Culture locale et patrimoine

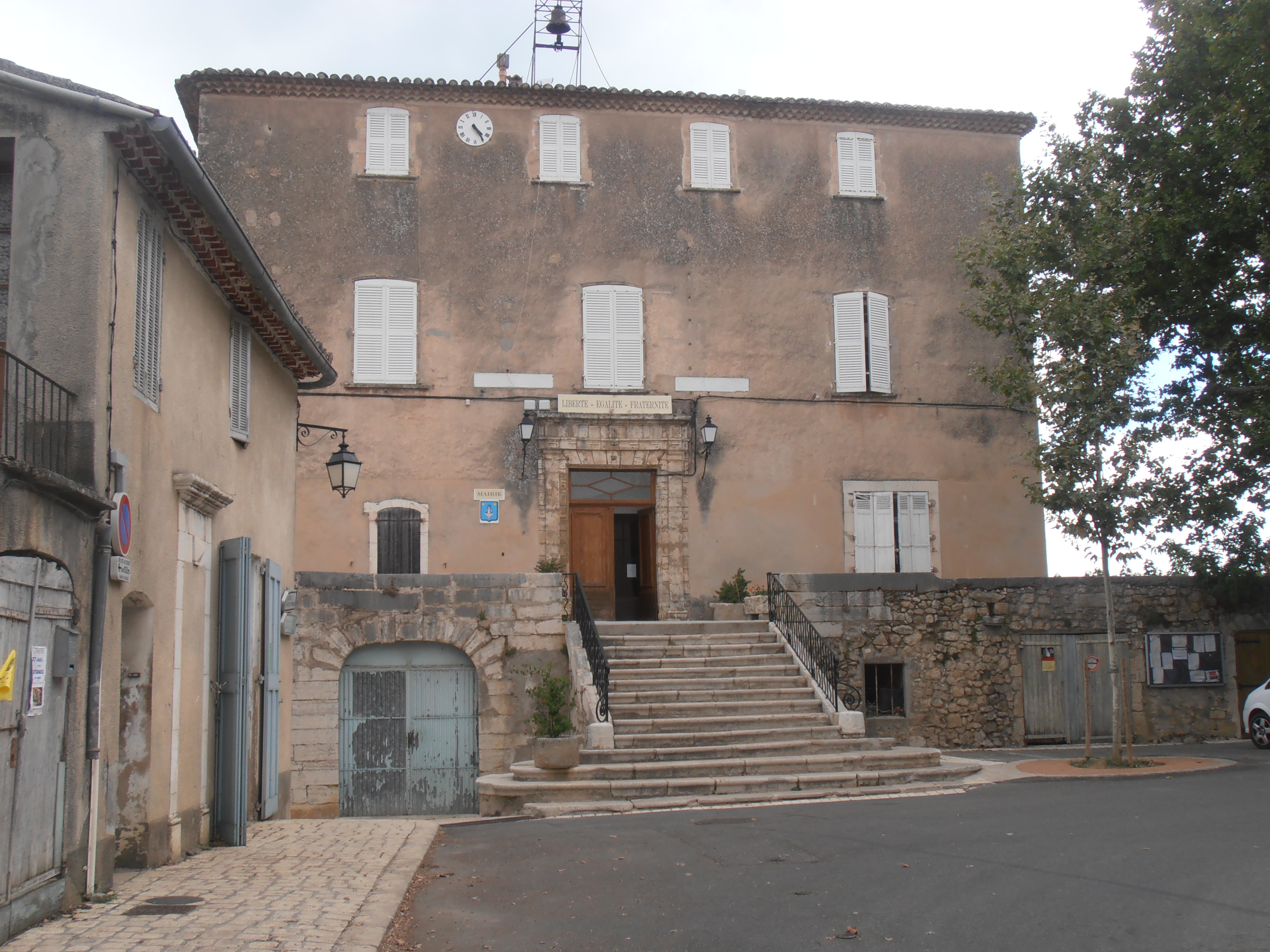
Château mairie.
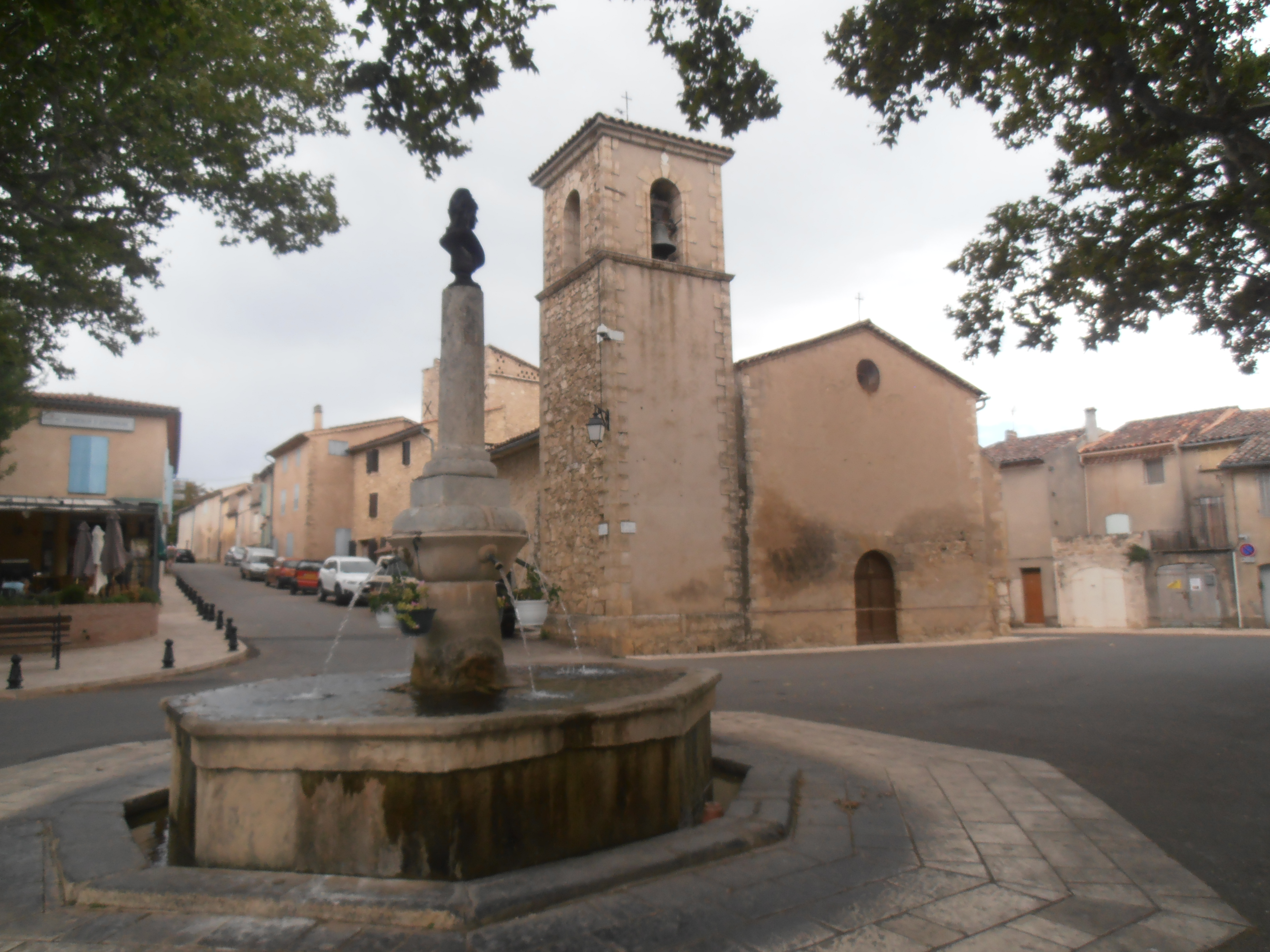
Fontaine église.
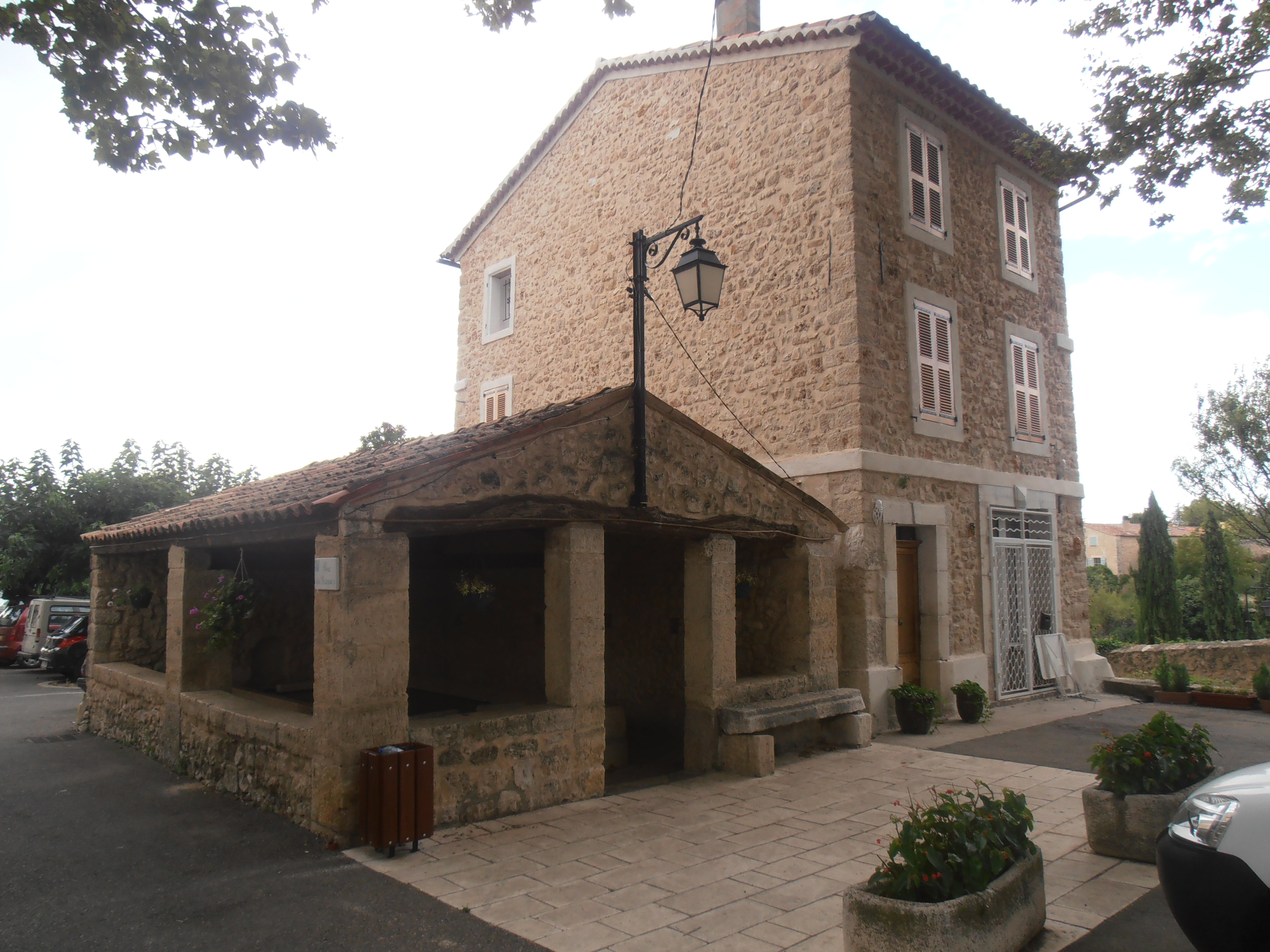
Lavoir couvert.

### Lieux et monuments
- Le château : Le château est aujourd'hui partagé entre plusieurs propriétaires, la commune en ayant conservé la partie centrale, avec les locaux de la mairie[80] et des logements sociaux.
- L'église paroissiale Saint-Pierre[81] : L'église paroissiale Saint-Pierre (anciennement église Sainte-Marie-Madeleine) est une église romane du XIe siècle qui a été agrandie au fil des siècles ; elle présente des voûtes en plein-cintre et un clocher carré qui abrite une cloche classée objet monument historique[82]. La pratique ancestrale du jeu de paume sur le fronton de cette église, la Festa della pauma[83], demeure une particularité de la commune.
- La fontaine : Sur la place du village se trouve la fontaine ronde à bulbe, datée du XVIIIe siècle ; bien que dotée d’un bassin octogonal, cette fontaine appartient au type des fontaines à plan carré. Ornée à l'origine d’une pigne (pomme de pin), elle fut modifiée en 1889 afin d’y installer une Marianne en bronze au sommet de la colonne[84].
- Le lavoir couvert : Après la fontaine, l’eau passe dans le lavoir par un siphon. Le lavoir est couvert en 1844 ; c’est un lavoir haut et on y lave en position debout.
- Le bassin et le moulin : Au bout de la rue du Pesquier se trouve un grand bassin où est stockée l’eau qui est sortie de la fontaine, puis est passée par le lavoir. Jadis cette eau servait à entraîner les meules des moulins et irriguer les jardins.
- L'ancien four à pain : Situé derrière le château, l'ancien fournil donne lieu chaque année à une fête du pain.
- Les chapelles : La commune possède quatre chapelles qui ont été restaurées : Saint-Christophe, Sainte-Euphémie, Sainte-Trinité et Notre-Dame-La-Brune.

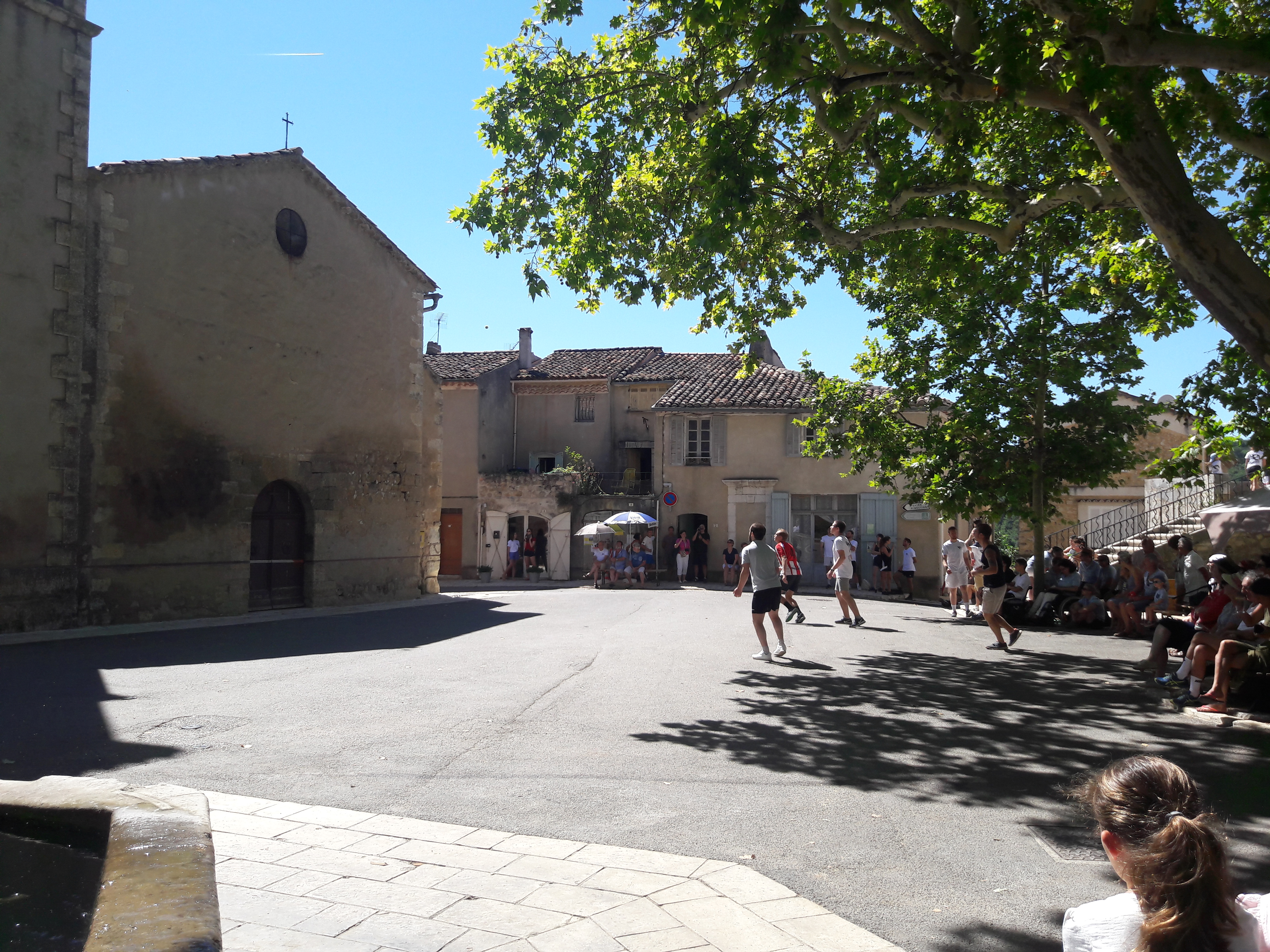
Séquence de jeu de paume à Artignosc-sur-Verdon.

- Séquence de jeu de paume à Artignosc-sur-Verdon.La ferme fortifiée de Fontayne : La ferme fortifiée[85], avec ses deux pigeonniers-tours.
- Abri sous roche du Promontoire[86].

### Pratiques sportives
La pratique du jeu de paume dans sa variante locale est encore très répandue à Artignosc. La paume artignoscaise est même inscrite à l'Inventaire du patrimoine culturel immatériel en France.

### Personnalités liées à la commune
- Jean Antoine de Thoron (1600-1638), seigneur d'Artignosc, conseiller au parlement de Provence en 1623, premier seigneur du nom en 1632.

### Héraldique
|  | La commune d’Artignosc-sur-Verdon porte : d'azur à la fontaine d'argent accostée en chef de deux besants d’or. La fontaine rappelle les belles eaux que l’on trouve dans cette commune, et les besans, la famille de Thoron, qui possédait cette terre et qui porte des besans dans son blason. |